# 7 minut – wydarzenia dnia
7 minut – wydarzenia dnia – program informacyjny emitowany od 7 grudnia 1996 do 31 marca 2000 roku na antenie RTL 7, który poprzez krótkie materiały reporterskie przedstawiał najważniejsze wydarzenia z kraju i ze świata.
Prowadzącymi programu byli m.in.: Joanna Rusak, Magda Mołek, Janusz Zadura, Wojciech Reszczyński i Danuta Kondratowicz.
Reporterem stacji był m.in. Mikołaj Kunica, prognozę pogody zaś prezentowała Maja Popielarska.
Początkowo wydanie główne nadawano o 19.15, a wieczorne około 22.25. Od 22 września 1997 główne wydanie emitowano o 18.50, a wieczorne około 22.40 (jesienią 1997 ukazywały się także wydania popołudniowe, nadawane w soboty i niedziele o 16.20).